# Antoine Sibierski
Antoine Sibierski, né le 5 août 1974 à Lille, est un footballeur français, devenu entraîneur et directeur sportif.
Son poste de prédilection pendant sa carrière de joueur est attaquant, il est en particulier spécialiste du jeu de tête. Il est depuis 2024 directeur sportif de l'ES Troyes.

## Biographie
Formé à Lille, il rejoint Auxerre en 1996. Soupçonné de dopage, il est blanchi par la commission fédérale d'appel au bénéfice du doute scientifique, mais quitte son club en 1998, jugeant que Guy Roux ne l'a pas soutenu.
Il rejoint Nantes où il marque 17 buts en deux saisons, et remporte deux Coupes de France. Il signe ensuite à Lens où il réalise trois saisons pleines : en 2002, les Lensois terminent à deux points du titre et se qualifient pour la Ligue des champions.
En 2003, il décide de poursuivre sa carrière en Angleterre, d'abord à Manchester City, puis à Newcastle United et à Wigan.
Il ne connaît jamais de sélection en équipe de France A, mais fait des apparitions en équipe de France olympique (avec laquelle il dispute les Jeux Olympiques d'Atlanta en 1996 : 2 matchs, 1 but) et A' (1 sélection, 1 but).
Il annonce le 17 octobre 2009 la fin de sa carrière professionnelle et décide d'entamer une carrière d'agent de joueurs. Il est nommé directeur sportif du Racing Club de Lens le 3 juillet 2012. Il quitte ses fonctions le 17 juin 2013 à la suite du retour de Gervais Martel aux commandes du club.
En 2022, le magazine So Foot le classe dans le top 1000 des meilleurs joueurs du championnat de France, à la 411e place.
Alors qu'il est en train de passer un diplôme UEFA d'entraîneur à Manchester, où il vit depuis sa fin de carrière, il dirige sa première séance, en tant qu'entraîneur adjoint d'Olivier Saragaglia pour la Berrichonne de Châteauroux, le 20 février 2024.
Le 1er mai 2024, il est nommé entraîneur principal de LB Châteauroux à la suite du renvoi de Saragaglia.
En juillet 2024, il est nommé directeur sportif de l'ES Troyes.

## Palmarès

### En club
- Vainqueur de la Coupe de France en 1999 et en 2000 avec le FC Nantes
- Vainqueur du Trophée des Champions en 1999 avec le FC Nantes
- Vainqueur de la Coupe Intertoto en 1997 avec l'AJ Auxerre
- Vice-champion de France en 2002 avec le RC Lens

### EnÉquipe de France
- 1 sélection A' et 1 but en 1996
- 2 sélections Olympiques et 1 but en 1996
- Participation aux Jeux Olympiques en 1996 (1/4 de finaliste)

### Distinctions individuelles
- Meilleur buteur de la coupe de France en 2000
- Élu plus beau but de Division 1 en 2002 avec le RC Lens

## Statistiques
Coupes d'Europe :
- 13 matchs et 0 but en Ligue des Champions de l'UEFA
- 21 matchs et 10 buts en Coupe de l'UEFA
- 9 matchs et 1 but en Coupe Intertoto

Championnats :
- 277 matchs et 66 buts en Ligue 1
- 151 matchs et 18 buts en Premier League
- 15 matchs et 2 buts en Championship